# اسکار رویز
اسکار رویز داور کلمبیایی می‌باشد او از سال ۲۰۰۵ به جمع داوران بین‌المللی پیوست و تاکنون رقابت‌های جام جهانی ۲۰۰۲، جام جهانی ۲۰۰۶ و جام جهانی ۲۰۱۰ را قضاوت کرده‌است.